# Théodule Toulotte
Pour les articles homonymes, voir Toulotte.
Théodule Toulotte est un lutteur français né le 20 décembre 1950.
Il est notamment vice-champion du monde en 1975 dans la catégorie des moins de 62 kg.

## Palmarès

### Championnats du monde
- Médaille d'argent en lutte libre dans la catégorie des moins de 62 kg en 1975 à Minsk

### Championnats d'Europe
- Médaille de bronze en lutte libre dans la catégorie des moins de 62 kg en 1974 à Madrid

### Jeux méditerranéens
- Médaille d'argent en lutte libre dans la catégorie des moins de 62 kg en 1971 à Izmir
- Médaille d'argent en lutte gréco-romaine dans la catégorie des moins de 62 kg en 1971 à Izmir
- Médaille de bronze en lutte libre dans la catégorie des moins de 62 kg en 1975 à Alger